# Epiblema scudderiana
Epiblema scudderiana es una especie de polilla del género Epiblema, familia Tortricidae. Fue descrita científicamente por Clemens en 1860.
Tiene una envergadura de  20 a 22 mm. Cuando en reposo, las alas se pliegan alrededor del cuerpo en forma de cilindro. Forma agallas en tallos de Solidago.

## Distribución
Se encuentra en Norteamérica y Canadá.

## Lectura
- Beadle, David; Leckie, Seabrooke (2012). Peterson Field Guide to Moths of Northeastern North America. Virginia Museum of Natural History. ISBN 0547238487.
- Covell, Charles V. Jr. (2005). A Field Guide to Moths of Eastern North America. Special Publication Number 12. Virginia Museum of Natural History. ISBN 1-884549-21-7.
- Grote, Aug.R.; Robinson, C.T. (1868). List of the Lepidoptera of North America. American Entomological Society.
- Hodges, Ronald W., ed. (1983). Check List of the Lepidoptera of America North of Mexico: Including Greenland. E.W. Classey and The Wedge Entomological Research Foundation. ISBN 9780860960164.
- Powell, Jerry A.; Opler, Paul A. (2009). Moths of Western North America. University of California Press. ISBN 9780520251977.